# Maluša planina
La Maluša planina (en serbe cyrillique : Малуша планина) est une montagne de l'est de la Bosnie-Herzégovine. Elle s'élève à une altitude de 1 478 m.
La Maluša planina est rattachée au groupe de montagnes de la Zelengora, dans les Alpes dinariques.